# Dusona crassipes
Dusona crassipes là một loài tò vò trong họ Ichneumonidae.